# Racovitzanus porrecta
Racovitzanus porrecta är en kräftdjursart som först beskrevs av Giesbrecht 1888.  Racovitzanus porrecta ingår i släktet Racovitzanus och familjen Scolecitrichidae. Inga underarter finns listade i Catalogue of Life.